# John Crum
John Crum (1841 - 27 avril 1922 à Edimbourg) est un joueur d'échecs écossais. Il a remporté le championnat d'échecs d'Écosse à une reprise, lors de sa première édition, en 1884.